# Pelléas et Mélisande

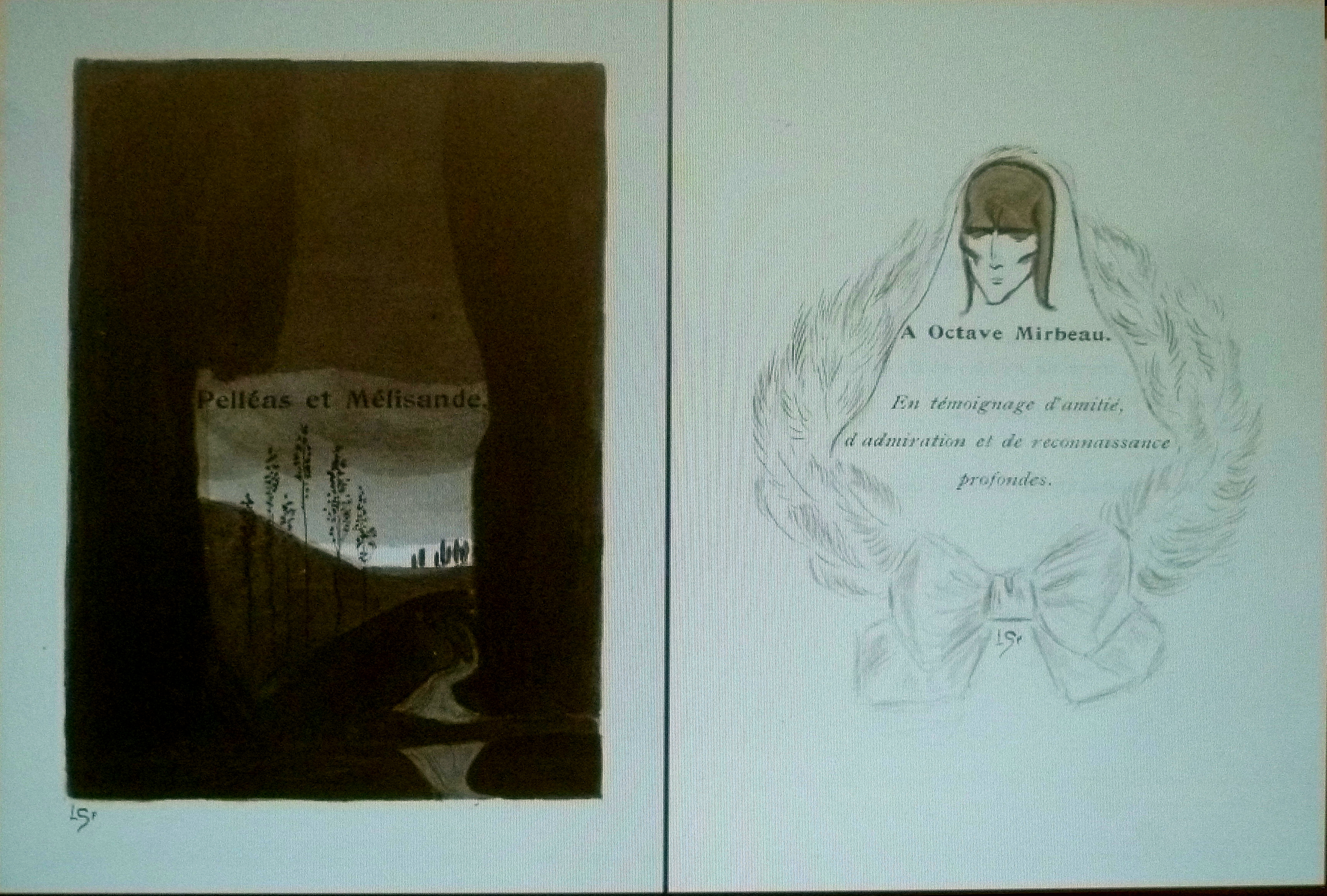
Pelléas et Mélisande"; titelblad en opdracht aan Octave Mirbeau; illustraties door Léon Spilliaert (1903)

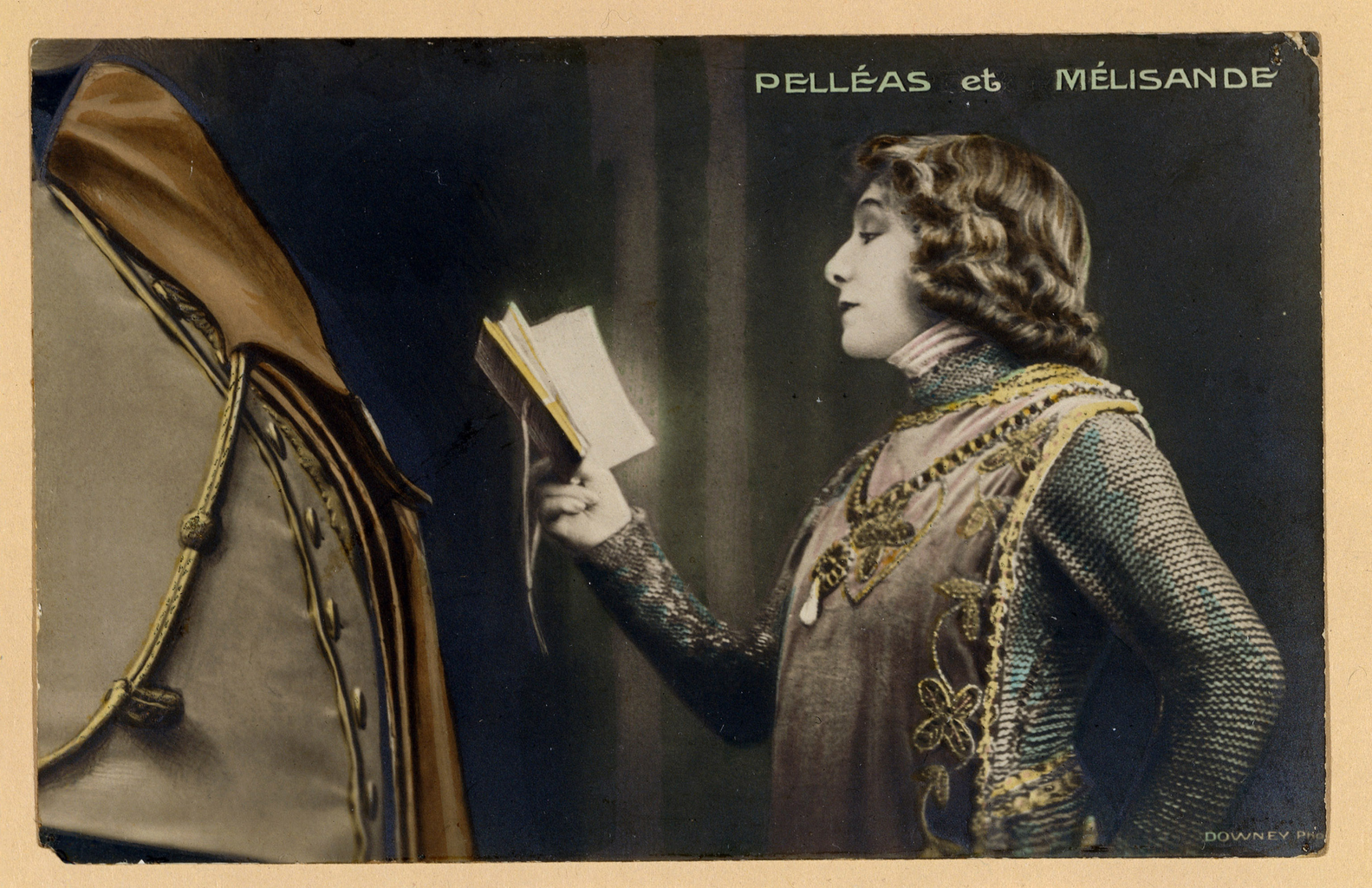
Sarah Bernhardt in Pelléas et Mélisande

Pelléas et Mélisande is een toneelstuk van de Belgische toneelschrijver Maurice Maeterlinck. Het ging op 16 mei 1893 in première in het Théâtre des Bouffes-Parisiens. Het beleefde slechts één opvoering. Maeterlinck was een van de belangrijkste vertegenwoordigers van het symbolisme.
Pelléas et Mélisande is een inspiratiebron geweest voor verschillende componisten: Claude Debussy bewerkte het stuk in 1902 tot zijn enige opera, Arnold Schönberg in 1905 tot een symfonisch gedicht en Gabriel Fauré en Jean Sibelius maakten er in 1898 respectievelijk 1905 toneelmuziek bij.

## Verhaal
Pelléas et Mélisande vertelt de tragische geschiedenis van een driehoeksrelatie tegen de achtergrond van een symbolistisch sprookje. Golaud, kleinzoon van koning Arkel, verdwaalt tijdens de jacht in het bos en treft daar het schuchtere meisje Mélisande aan. Haar kwetsbaarheid oefent een grote aantrekkingskracht uit op de prins. Nadat Golaud het meisje naar het kasteel van zijn grootvader heeft gebracht, treft Mélisande Golauds halfbroer Pelléas aan. Tussen Pelléas en Mélisande bloeit spoedig een fatale genegenheid, een dodelijke zielsverwantschap op. Golaud krijgt lucht van hun heimelijke ontmoetingen en doodt zijn broer... Mélisande sterft in het kraambed.

## Faurés muziek
De Engelse actrice Mrs. Patrick Campbell was de initiatiefneemster tot opvoering van dit toneelstuk in een Engelse vertaling in 1895. Zij benaderde Debussy om toneelmuziek te componeren maar deze wees dit af omdat hij al met een opera van dit stuk bezig was. Zij kwam via de agenten van Gabriel Fauré in contact met hem; Fauré was rond diezelfde tijd veel in Londen en een bekend en veelgespeeld componist. In 1898 kwamen de partijen echter pas tot een overeenkomst om de toneelmuziek daadwerkelijk te componeren. Eenmaal terug in Parijs bleek Fauré het toch wel erg druk te krijgen met zijn routine-inspecties van de nationale conservatoria en hij schakelde de componist Charles Koechlin in om de orkestraties te verzorgen. Dankzij diens inspanning en beider samenwerking kon het stuk mét de muziek op 21 juni 1898 in Londen in première gaan. Maeterlinck, die bij deze première aanwezig was, was erg enthousiast en bedankte Fauré, Koechlin en Campbell veelvuldig. Het nieuws van het succes bereikte ook Debussy die, zonder een noot van de muziek te hebben gehoord, zich liet ontvallen l’effet de cette musique me semble devoir se limiter à cette représentation et, pour y mettre beaucoup de vanité il me paraît impossible qu’il y ait matière à confusion, quand ça ne serait par le poids. Puis Fauré est le porte-parole d’un groupe de snobs et d’imbéciles qui n’auront jamais rien à voir ni à faire dans l’autre Pelléas’. Met andere woorden, vrij vertaald: ‘deze muziek zal een beperkt effect hebben en er zal geen verwarring ontstaan met mijn eigen werk alleen al door haar gewicht, want Fauré is de praatpaal van een aantal snobs en gekken die nooit wat zullen zien in en te doen hebben met de andere ’Pelléas’ (die van Debussy). Typerend voor Debussy, want iets wat niet in Debussy’s milieu paste kon geen goed werk voortbrengen.
Fauré stelde uit de toneelmuziek een orkestsuite samen waarin hij weer de orkestratie van Koechlin heeft bewerkt. Was het werk voor de Londense opvoering georkestreerd voor een kamerorkest, de suite is geschreven voor normaal symfonieorkest. Daarom klinkt de suite voller en harmonisch rijker dan de toneelversie en ontstaat er, in tegenstelling tot Koechlins frisse aanpak, weer een meer broeierige sfeer die goed bij de inhoud van het toneelstuk past. De suite kreeg het opusnummer 80 en bestaat uit vijf delen: 1. een Prélude; 2. Andantino (La Fileuse); 3. Sicilienne; 4. Mélisandes lied (voor sopraan en orkest) & 5. Molto adagio (Mélisandes dood).

## Claude Debussy
Claude Debussy voltooide de opera Pelléas et Mélisande in 1895 nadat hij in 1893 van Maeterlinck toestemming had gekregen een opera naar het toneelstuk te componeren. De opera is in april 1902 in Parijs, in de ‘Salle Favart’ (Opéra-Comique), in première gegaan. Debussy schrapte vier scènes uit het toneelstuk en ook meerdere tekstlijnen. Vooral de openingsscène in het toneelstuk, waar een marktkoopvrouw de deur van het kasteel probeert te openen en 'en passant' vergeefs probeert een vlek aan de deur weg te poetsen, werd als te (seksueel) symbolisch geïnterpreteerd en niet geschikt geacht voor uitvoering in de opera. Al tijdens de periode waarin de opera ingestudeerd werd, was Debussy genoodzaakt revisies door te voeren. Zo waren enkele orkestrale overgangsscènes te kort en werden zij verlengd. Tot in 1906 schaafde Debussy de compositie bij. Langzamerhand werd het gewoonte de rol van de jongenssopraan (Yniold) door een (vrouwelijke) stem (sopraan) te laten zingen.
Na de première was de kritiek verdeeld; één criticus vond de muziek ‘ziekelijk’ en ‘levensloos’ en andere bekritiseerden het impressionisme van het werk. Collega-componisten, onder wie Paul Dukas, waren tot tranen geroerd (in positieve zin). Een van de vragen die werden gesteld, is in hoeverre de opera geplaatst kan worden in relatie tot de (latere) muziekdrama’s van Richard Wagner. Debussy ontkende dat hij Wagners ‘erfenis’ liet doorklinken in het werk, maar musicologen wijzen naar het het gebruik van het Leitmotiv in thema’s, gekoppeld aan karakters of symbolen en gebeurtenissen. Wagners Parsifal en Tristan en Isolde worden veelal genoemd als grootste invloeden. Het belang van deze opera voor het repertoire is bijvoorbeeld af te lezen aan de hoeveelheid plaats (meer dan 5 bladzijdes) die deze opera in onderstaande encyclopedie krijgt.
De dirigent Erich Leinsdorf heeft een orkestsuite samengesteld uit delen van deze opera. De suite heeft vier delen en duurt ongeveer 30 minuten.

## Jean Sibelius
Sibelius componeerde muziek bij dit toneelstuk (in opdracht van het Zweedse Theater in Helsinki onder de naam Pelléas och Mélisande) in de jaren 1904 en 1905. Zoals bij vele van zijn opdrachten wilde het werk bij Sibelius niet erg vlotten omdat hij met meer dan één opdracht tegelijk bezig was, hoogst zelfkritisch op zijn werk en niet al te snel componeerde. Ten tijde van dit werk was hij ook gaande met zijn 3de symfonie. Uiteindelijk kwam de muziek op tijd af en de première (in het Zweeds opgevoerd, vertaling van Bertel Gripenberg) was een groot succes. Het werd het seizoen erna nog meerdere keren opgevoerd met iedere keer Sibelius’ muziek erbij. De muziek (opus 46) bestaat uit 10 korte nummers, alle muziek bij elkaar beslaat ongeveer 30 minuten, en is getoonzet voor een klein orkest bestaande uit 1 fluit (ook piccolo (fluit)); 1 hobo (ook Engelse hoorn); 2 klarinetten; 2 fagotten; 2 hoorns; pauken; triangel en strijkers. In het zesde nummer zingt een sopraan het lied ‘De trenne blinda systar’ (de drie blinde zusters) met orkestbegeleiding. In 1905 publiceerde Sibelius’ uitgever Lienau de muziek bijna in zijn totaliteit als concertsuite waarbij deel 9 verviel en het lied in een instrumentale versie klonk. Daarnaast kregen de deeltjes beschrijvende namen. Deze zijn:
1. Bij de kasteelpoort; 2. Mélisande; 3. Bij de zee; 4. Bij de bron in het woud; 5. De drie blinde zusters; 6. Pastorale; 7. Mélisande aan het spinnewiel; 8. Intermezzo & 9. De dood van Mélisande.

## Arnold Schönberg
Dit symfonisch gedicht is Schönbergs langste en meest ambitieuze orkestwerk.

## William Wallace
De Schotse componist William Wallace (1860-1940) componeerde zijn muziek (Pelléas and Mélisande) in 1900. De suite heeft oorspronkelijk vijf delen, deze zijn: 1. The Lost Mélisande; 2. The King’s March; 3. The Love of Pelléas and Mélisande; 4. Spinning Song & 5. The Death of Mélisande maar de laatste drie werden meestal alleen uitgevoerd (met Wallace’ toestemming). De muziek was gecomponeerd voor een opvoering in de ‘New Brighton Tower’. In tegenstelling tot de ingehouden finalemuziek van Sibelius en Debussy speelt Wallace het verdriet van Mélisande in het laatste deel groots uit. Alsof hij wil uiten: dit is een waarlijk hartverscheurend groots stuk verdriet.